# Zespół Peutza-Jeghersa
Zespół Peutza-Jeghersa, PJS (od ang. Peutz–Jeghers syndrome) – genetycznie uwarunkowany zespół cechujący się występowaniem plam soczewicowatych na skórze warg i palców ręki oraz na błonie śluzowej policzków, obecnością polipów hamartomatycznych w przewodzie pokarmowym i predyspozycją do nowotworów złośliwych w różnych narządach. Polipy mogą występować w każdym odcinku przewodu pokarmowego, ale najczęściej dotyczą jelita cienkiego. Ujawniają się zwykle u młodych dorosłych, u których bywają przyczyną krwawienia z przewodu pokarmowego i związanej z tym niedokrwistości, a także niedrożności i wgłobienia jelit.

## Epidemiologia
Zespół Peutza-Jeghersa jest rzadką chorobą, o częstości szacowanej na 1:150 000 w Ameryce Północnej i Europie Zachodniej, chociaż częstość zespołu szacowano też na 1:8 300 żywych urodzeń. W Wielkiej Brytanii żyje około 2000 osób z rozpoznaniem PJS, co sugeruje częstość choroby w tamtejszej populacji rzędu 1:30 000. Choroba dotyka różne grupy etniczne; rozpoznania stawiane są równie często u mężczyzn jak u kobiet.

## Etiologia
Jest to choroba dziedziczona autosomalnie dominująco, w większości przypadków stwierdza się mutację genu supresorowego LKB1 (znanego też jako STK11) w locus 19p13.3. Gen LKB1 koduje kinazę serynowo-tyreoninową. Mutacje LKB1 stwierdza się u blisko 100% pacjentów z dodatnim wywiadem rodzinnym w kierunku choroby i u około 90% pacjentów bez krewnych z PJS. Około 50% probandów ma rodzica z rozpoznanym PJS i u około 50% wywiad rodzinny w kierunku PJS jest ujemny, ale procent mutacji de novo w genie LKB1 jest nieznany z powodu często subtelnych objawów klinicznych nie pozwalających na rozpoznanie choroby u krewnych probanda, i niskiej dostępności badań genetycznych.
Dowodzono związku z PJS innych loci niż 19p13.3, między innymi sąsiedniego 19p13.4.

### Korelacja genotyp-fenotyp
W badaniu na 132 pacjentach z PJS ze stwierdzonymi mutacjami w LKB1 stwierdzono, że mutacje w obszarze genu kodującym domenę wiążącą ATP związane są z mniejszym ryzykiem rozwoju nowotworu, podczas gdy mutacje zmieniające sekwencję aminokwasową domeny kinazowej rozpoznającej substrat są częste u pacjentów z PJS i nowotworami. Pacjentki z PJS i rakiem sutka najczęściej miały mutacje nonsensowne powodujące skrócenie łańcucha polipeptydowego kinazy STK11.

### Patofizjologia

Schemat przedstawiający szlaki regulacyjne w komórce mające istotne znaczenie w patogenezie guzów hamartomatycznych. PI3K – kinaza fosfoinozytolu, PIP3 – fosfoinozytolo-3,4,5-trifosforan; PIP2 – 4,5-bisfosfonian fosfoinozytolu; CS/BRRS – zespół Cowden/zespół Bannayana-Rileya-Ruvalcaby; TSC1/2 – kompleks hamartyna/tuberyna; TSC – stwardnienie guzowate; PTEN – fosfataza PTEN (phosphatase and tensin homolog); mTOR – kinaza mTOR (mammalian target of rapamycin). Zaznaczono potencjalne działanie terapeutyczne rapamycyny i innych inhibitorów szlaku sygnalizacyjnego mTOR. Częściowo na podstawie Zbuk i wsp.

Kinaza LKB1 przez aktywację kinazy zależnej od AMP (AMPK) wpływa na szlak kinazy mTOR, pośrednio przez modulację aktywności kompleksu hamartyna-tuberyna (TSC1-TSC2). Inhibicja mTOR, przez takie związki jak rapamycyna i CCI-779, jest szlakiem o potencjale terapeutycznym zarówno w PJS jak i zespołach guzów hamartomatycznych związanych z mutacjami PTEN. Rapamycyna była skuteczna w hamowaniu tworzenia się nowych polipów u myszy Lkb1-/-.
Histopatologiczny obraz polipów hamartomatycznych w PJS jest inny niż wszystkich pozostałych polipów jelita grubego, co przypuszczalnie wiąże się z odmiennym przebiegiem sekwencji patogenezy tych zmian. W polipach typu Peutza-Jeghersa obserwuje się wydłużone, palisadowato ułożone komórki nabłonka i torbielowate poszerzenia gruczołów jelitowych, nakładające się na drzewkowatą sieć włókien mięśniówki gładkiej. Wyraźne są niekiedy przepełnione śluzem komórki kubkowe i (bardzo charakterystyczna) pseudoinwazja histologicznie łagodnych komórek nabłonka poza błonę podstawną, w rzeczywistości będąca wyrazem błędnej organizacji warstw nabłonka (epithelial misplacement). Nie obserwuje się atypii komórek ani niskiego zróżnicowania, typowych dla gruczolaków, tak samo nie wykazuje się cech cytogenetycznych dysplastycznych gruczolaków w polipach PJS. Polipy hamartomatyczne w zespole polipowatości młodzieńczej (JPS, [OMIM#174900]) powstają w niewyjaśnionym mechanizmie jako skutek mutacji germinalnej genu SMAD4/DPC4, ale histologicznie są odmienne niż w PJS, a ryzyko nowotworzenia w tych dwóch zespołach też nie jest takie samo.
Sugerowano, że polipy tworzą się u pacjentów z PJS w miejscach powtarzanych urazów. Opisano przypadek pacjenta z PJS bez polipowatości i współistniejącą łuszczycą, u którego plamista hiperpigmentacja występowała w niezwykłych lokalizacjach (kark, łokcie, potylica, pośladki), korelujących z wcześniejszymi miejscami blaszek łuszczycowych. Stąd przypuszczenie, że hiperpigmentacja również może być indukowana urazem lub stanem zapalnym, hamującym w nieznany sposób transport barwnika z melanocytów do keratynocytów.

## Objawy kliniczne i przebieg

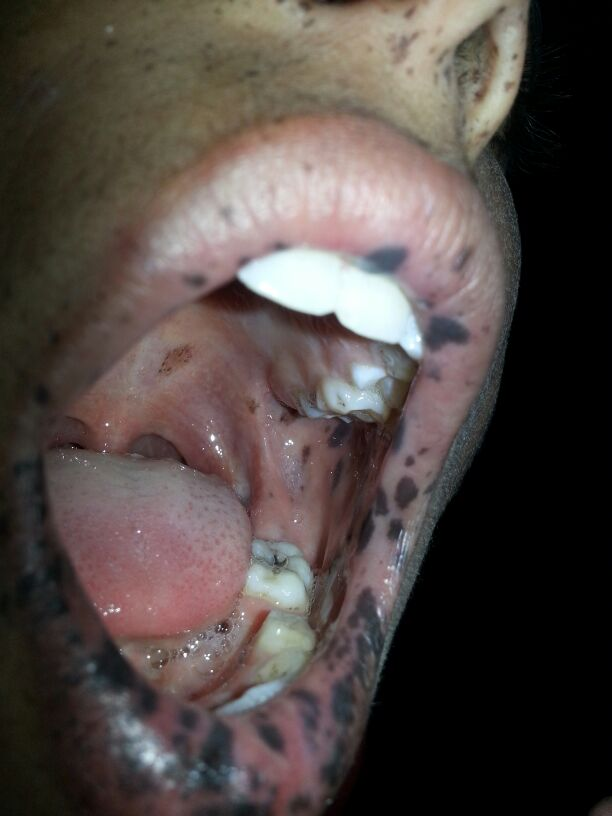
Melanoza w zespole Peutza-Jeghersa

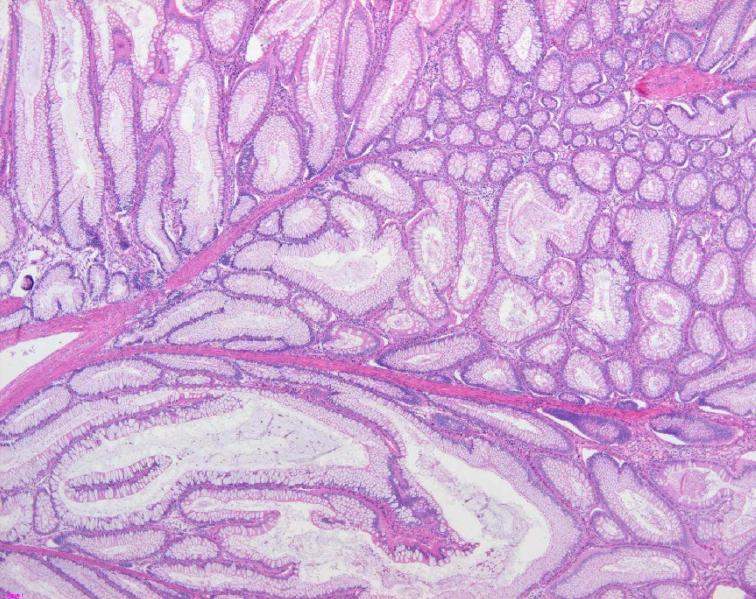
Obraz histologiczny polipa hamartomatycznego u pacjenta z potwierdzonym rozpoznaniem zespołu Peutza-Jeghersa. Widać nasiloną proliferację miocytów gładkich i ich charakterystyczny, drzewkowaty układ

Cechą charakteryzującą zespół Peutza-Jeghersa są hamartomatyczne polipy w przewodzie pokarmowym, którym towarzyszy charakterystyczna pigmentacja skóry i błon śluzowych – mnogie plamy soczewicowate (lentiginosis). Polipy występują przede wszystkim w jelicie cienkim (64%, w kolejności występowania: jelito czcze > jelito kręte > dwunastnica), a także w okrężnicy (53%), żołądku (49%) i odbytnicy (32%). Donoszono również o obecności polipów w górnych (jama nosowa) i dolnych drogach oddechowych, a także w pęcherzu moczowym i moczowodzie.
Uważa się, że polipy hamartomatyczne nie wiążą się z dużym ryzykiem transformacji nowotworowej, wiążą się jednak z ryzykiem niedrożności. Zwykle mają długą szypułę i tendencję do autoamputacji, będącej źródłem krwawienia z przewodu pokarmowego.
W dużym badaniu na 222 pacjentach z PJS stwierdzono, że najczęstszą dolegliwością prowadzącą do rozpoznania choroby były zaparcia (42,8%), następnie ból brzucha (23,4%), krew w stolcu (13,5%) i uwypuklenie polipa odbytnicy przez kanał odbytu (7,2%). U 23% na właściwą diagnozę naprowadziły objawy dermatologiczne.
Plamy soczewicowate w zespole Peutza-Jeghersa mają ciemnoniebieską lub brązowawą barwę, i występują na skórze wokół warg, nosa, okolicy narządów płciowych, dłoni i stóp, oraz na błonie śluzowej policzków. Pigmentacja skóry wokół nosa, oczodołów, w okolicy narządów płciowych i odbytu często zanika po okresie dojrzewania. Poza jamą ustną melanoza nie jest obserwowana w błonie śluzowej przewodu pokarmowego.
Zespół Peutza-Jeghersa należy do zespołów wrodzonej predyspozycji do rozwoju nowotworów. Prawie połowa pacjentów z zespołem Peutza-Jeghersa umiera z powodu choroby nowotworowej przed 57. rokiem życia. Kumulatywne ryzyko pojawienia się nowotworów złośliwych u pacjenta z PJS w wieku 65 lat wynosi prawie 93%. Nowotwory spotykane u pacjentów z zespołem Peutza-Jeghersa to:
- rak jelita cienkiego
- rak jelita grubego
- rak żołądka
- rak trzustki
- rak sutka
- rak jajnika (zwłaszcza ziarniszczak[20]) występujący częściej niż nowotwory złośliwe jąder u chorych z zespołem Peutza-Jeghersa
- guzy z komórek sznurów płciowych (sex cord tumors with annular tubules, SCTAT)
- wysoko zróżnicowany gruczolakorak szyjki macicy (minimal deviation adenocarcinoma)
- wapniejące, hormonalnie czynne guzy jąder z komórek Sertolego.

Ryzyko względne rozwoju dowolnego typu nowotworu u pacjentów z PJS jest większe niż 15. Szczególnie wysokie jest ryzyko względne dla raka jelita cienkiego (520), żołądka (213), trzustki (132), okrężnicy (84) i przełyku (57), nieco mniejsze dla raka piersi (15,2), płuc (17) i jajnika (27).
Pierwszym objawem guzów hormonalnie czynnych może być ginekomastia u mężczyzn spowodowana produkcją estrogenów przez guzy z komórek Sertolego i nieregularne krwawienia miesięczne u kobiet również mające związek z hiperestrogenizacją wywołaną guzami SCTAT, a także może wystąpić przedwczesne dojrzewanie u dziewczynek.

## Rozpoznanie
Zaproponowano kryteria rozpoznania zespołu Peutza-Jeghersa:
- U pacjentów z histopatologiczne potwierdzonymi hamartomatycznymi polipami jelita, pewna diagnoza zespołu może być postawiona po spełnieniu dwóch z trzech następujących kryteriów:

1. Wywiad rodzinny wskazujący na dziedziczenie autosomalne dominujące
2. Hiperpigmentacja skóry i śluzówek
3. Polipowatość jelita cienkiego

- U pacjentów bez histopatologicznego potwierdzenia hamartomatycznych polipów jelita, wstępne rozpoznanie zespołu może być postawione na podstawie dwóch z trzech powyższych kryteriów.
- U pacjentów bez dodatniego wywiadu rodzinnego w kierunku PJS, rozpoznanie zależy od stwierdzenia ≥2 histopatologiczne potwierdzonych polipów[23].
- U pacjentów z krewnym I° z PJS, obecność hiperpigmentacji śluzówkowo-skórnej wystarcza do postawienia wstępnego rozpoznania zespołu.

### Badania genetyczne
Częstość wykrywanych mutacji w przypadku dodatniego wywiadu rodzinnego wynosi około 100%, niezależnie od zastosowanej metody (sekwencjonowanie, metody wykrywania dużych delecji/duplikacji). Częstość wykrywanych mutacji w przypadku ujemnego wywiadu rodzinnego wykrywanych tymi metodami szacowana jest na około 91%. Potrzebne są dodatkowe badania potwierdzające tak wysoką skuteczność wykrywania mutacji; są dowody na związki PJS z innymi loci niż 19p13.3.
Rekomendowano badanie genetyczne w kierunku PJS u każdego pacjenta z typowym dla zespołu polipem lub pigmentacją wokół ust.

## Różnicowanie
Diagnostyka różnicowa osiowych objawów w zespole Peutza-Jeghersa obejmuje:
Polipy przewodu pokarmowego:
- zespół młodzieńczej polipowatości (JPS)
- zespół mieszanej dziedzicznej polipowatości (MHPS)
- zespoły guzów hamartomatycznych związane z mutacjami PTEN
- dziedziczny rak jelita grubego niezwiązany z polipowatością (HNPCC)
- rodzinna polipowatość gruczolakowata
- kompleks Carneya

Melanoza skóry i śluzówek:
- zespół Laugiera-Hunzikera[26]
- reakcja na leki (neuroleptyki, środki antykoncepcyjne, minocyklina, zydowudyna, pochodne chininy)
- wariant normy, szczególnie częsty u Afroamerykanów[27]

a także:
- zespół Bannayana-Rileya-Ruvalcaby
- zespół Cronkhite’a-Canady

## Profilaktyka i leczenie
Zaproponowany w artykule z 2006 roku program badań profilaktycznych u pacjentów z postawionym rozpoznaniem zespołu Peutza-Jeghersa obejmuje.
U obu płci:
- Kolonoskopia co 2-3 lata począwszy od 18. roku życia
- Endoskopia górnego odcinka przewodu pokarmowego co 2-3 lata, począwszy od 8. roku życia
- ultrasonografia endoskopowa (EUS) i ewentualnie tomografia komputerowa lub oznaczenie CA 19-9 co 1-2 lata, od 25. roku życia

U kobiet:
- comiesięczne samobadanie piersi od 18. roku życia
- coroczna mammografia i MRI piersi i badanie lekarskie piersi co 6 miesięcy, od 25. roku życia
- coroczne USG przezpochwowe i oznaczenie CA-125, od 25. roku życia
- coroczny wywiad lekarski i badanie przedmiotowe w kierunku łagodnych guzów jajnika w okresie od urodzenia do 12. roku życia
- badanie ginekologiczne i cytologia począwszy od 21. roku życia

U mężczyzn:
- coroczny wywiad lekarski i badanie przedmiotowe w kierunku guzów jąder z komórek Sertolego, w okresie od urodzenia do 12. roku życia; do rozważenia USG jąder co 2 lata w tym okresie.

Zalecane działania
- Wskazane są rutynowe badania endoskopowe i profilaktyczna polipektomia hamartomatycznych polipów jelita, zmniejszająca ryzyko powikłań niedrożnościowych[6]. Celem uniknięcia konieczności częstych laparotomii zaleca się diagnostykę przy pomocy endoskopii kapsułkowej[29][30] i enteroskopię „push and pull” (z podwójnym balonem)[31].  Skuteczna jest też śródoperacyjna endoskopia, umożliwiająca zbadanie całej długości jelita i umożliwiająca doszczętną polipektomię[32][33]
- W przypadku rozwoju nowotworu, postępowanie jest przyczynowe, takie jak u chorych ze sporadycznymi guzami[6].
- Hiperpigmentacja ust może stanowić problem natury psychologicznej dla pacjentów. Opisano leczenie tych zmian laserem rubinowym, z doskonałym rezultatem kosmetycznym, bez powikłań ani nawrotów[34][35][36].
- Mimo braku badań klinicznych, w piśmiennictwie zaleca się do rozważenia u pacjentek z rozpoznaniem PJS profilaktyczną histerektomię i obustronną salpingoooforektomię po 35. roku życia lub po urodzeniu planowanej liczby dzieci, przywołując korzyści tego działania u pacjentek z HNPCC[6].

## Historia

Rycina z artykułu Hutchinsona z 1896 roku, przedstawiająca bliźniaczki z charakterystyczną pigmentacją okolicy ust, przypuszczalnie spowodowaną PJS

Zespół zawdzięcza swoją nazwę dwóm lekarzom, którzy niezależnie od siebie opisali przypadki choroby. Pierwszy, w 1921 roku, opisał ją Johannes Laurentius Augustinus Peutz, a w 1949 roku zespół szczegółowo określili na łamach dwóch kolejnych numerów „New England Journal of Medicine” Harold Joseph Jeghers, Victor McKusick i K.H. Katz. Termin zespołu Peutza użył jako pierwszy student Peutza, van Wijk, w swojej rozprawie doktorskiej, nazwę zespołu Peutza-Jeghersa zaproponował radiolog André J. Bruwer z Mayo Clinic w 1954 roku.
Opisy choroby pojawiały się w literaturze medycznej już wcześniej. Sir Jonathan Hutchinson w 1896 opisał bliźniaczki jednojajowe o nazwisku Howard (córki miejskiego szczurołapa), u których stwierdził charakterystyczną pigmentację błony śluzowej warg. Jedna z nich zmarła w wieku 20 lat w Metropolitan Hospital wskutek wgłobienia, o czym doniósł Frederick Parkes Weber w artykule z 1919 roku. Druga bliźniaczka zmarła na raka sutka w wieku 52 lat, o czym wspomniano w artykule przeglądowym Jeghersa i wsp.
Molekularne podstawy choroby poznano w 1998 roku, gdy dwa zespoły badaczy niezależnie od siebie przedstawiły wyniki swoich badań; praca Lauri Aaltonen i wsp. z Uniwersytetu w Helsinkach ukazała się 8 stycznia na łamach „Nature”, tydzień wcześniej w „Nature Genetics” opublikowano doniesienie grupy Dietera Jennego z Max-Planck-Institute of Neurobiology i Michaela Zimmera z Uniwersytetu w Würzburgu. Badacze fińscy nazwali gen LKB1, a zespół niemiecki STK11; jak dotąd nie ma konsensusu, której nazwy powinno się używać. Region kodujący LKB1 został sklonowany przez Jun-ichi Nezu z Chugai Pharmaceuticals w Japonii.
Rodzina opisana przez Jeghersa, znana w piśmiennictwie jako „rodzina z Harrisburga”, w której rozpoznano 12 przypadków choroby, jest najliczniejszą opisaną rodziną z PJS. W 1988 roku opublikowano pracę opisującą 49-letnią historię tej rodziny, objętej wszechstronną opieką lekarską; trzech członków rodziny zmarło w młodym wieku, u dziesięciu wykonano łącznie 75 zabiegów polipektomii. W innej pracy z 1999 roku opisano sześć pokoleń holenderskiej rodziny opisanej przez Peutza 78 lat wcześniej. U członków rodziny zidentyfikowano mutację 66insT w genie LKB1.